# Swarupella
Swarupella is een mosdiertjesgeslacht uit de  familie van de Plumatellidae en de orde Plumatellida

## Soorten
- Swarupella andamanensis (Rao, 1961)
- Swarupella divina Wood, 2006
- Swarupella kasetsartensis Wood, 2006